# Villamartín
Villamartín – miasto w południowej Hiszpanii, w regionie Andaluzji, w prowincji Kadyks, leżące w samym centrum gór Sierra de Cádiz. Leży w odległości 77 km od Sewilli i 92 km od stolicy prowincji - Kadyksu.